# 里斯本中央清真寺
里斯本中央清真寺（葡萄牙語：Mesquita Central de Lisboa）是葡萄牙首都里斯本主要的清真寺，鄰近西班牙廣場。
清真寺由安多尼奧‧馬利亞‧布拉加和若望‧保祿‧康塞桑設計，採現代主義風格，經費分別由沙烏地阿拉伯、科威特、利比亞、阿拉伯聯合大公國和阿曼負擔。建有一座叫拜樓，有一個穹頂。設有禮拜大殿、演講廳、接待廳和一所宗教學校。
清真寺的建築申請早在1966年已經提出，但直到1978年才獲批出，1979年動工。1985年3月29日落成啟用。2006年曾進行翻新。